# Сенсорне поле диспетчера

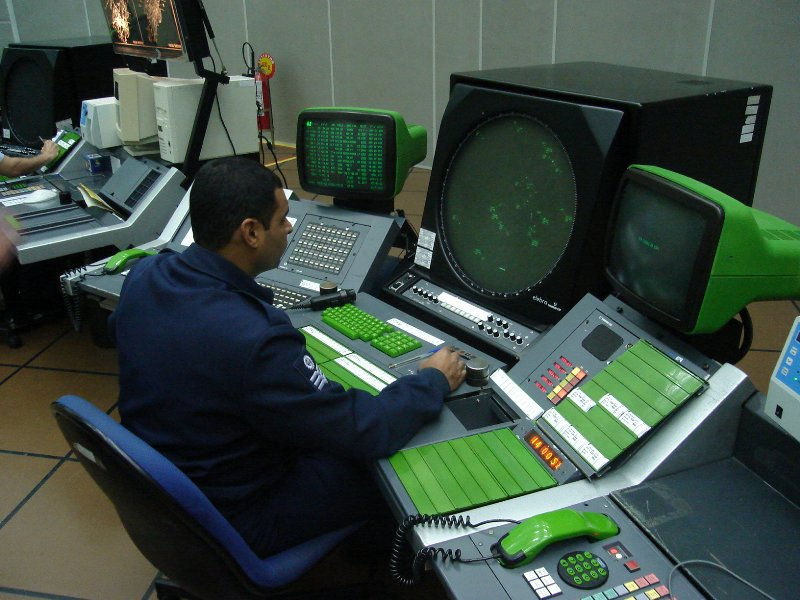
Сенсорне поле авіадиспетчера.

Сенсорне поле диспетчера збагачувальної фабрики

Сенсорне поле диспетчера (рос. сенсорное поле диспетчера, англ. sensory dispatcher's fild; нім. Dispatcher-Sensorfeld n) — інформаційно-технічне поле диспетчера (металургійного, хімічного підприємства, шахти, збагачувальної фабрики, авіадиспетчера і т. ін.) — робочий простір, який включає пульт, щит з мнемосхемою підприємства, у іншому (більш сучасному) варіанті — ряд комп'ютерних екранів, що відтворюють технологічні схеми підприємства і стан обладнання тощо.